# Hampton Court

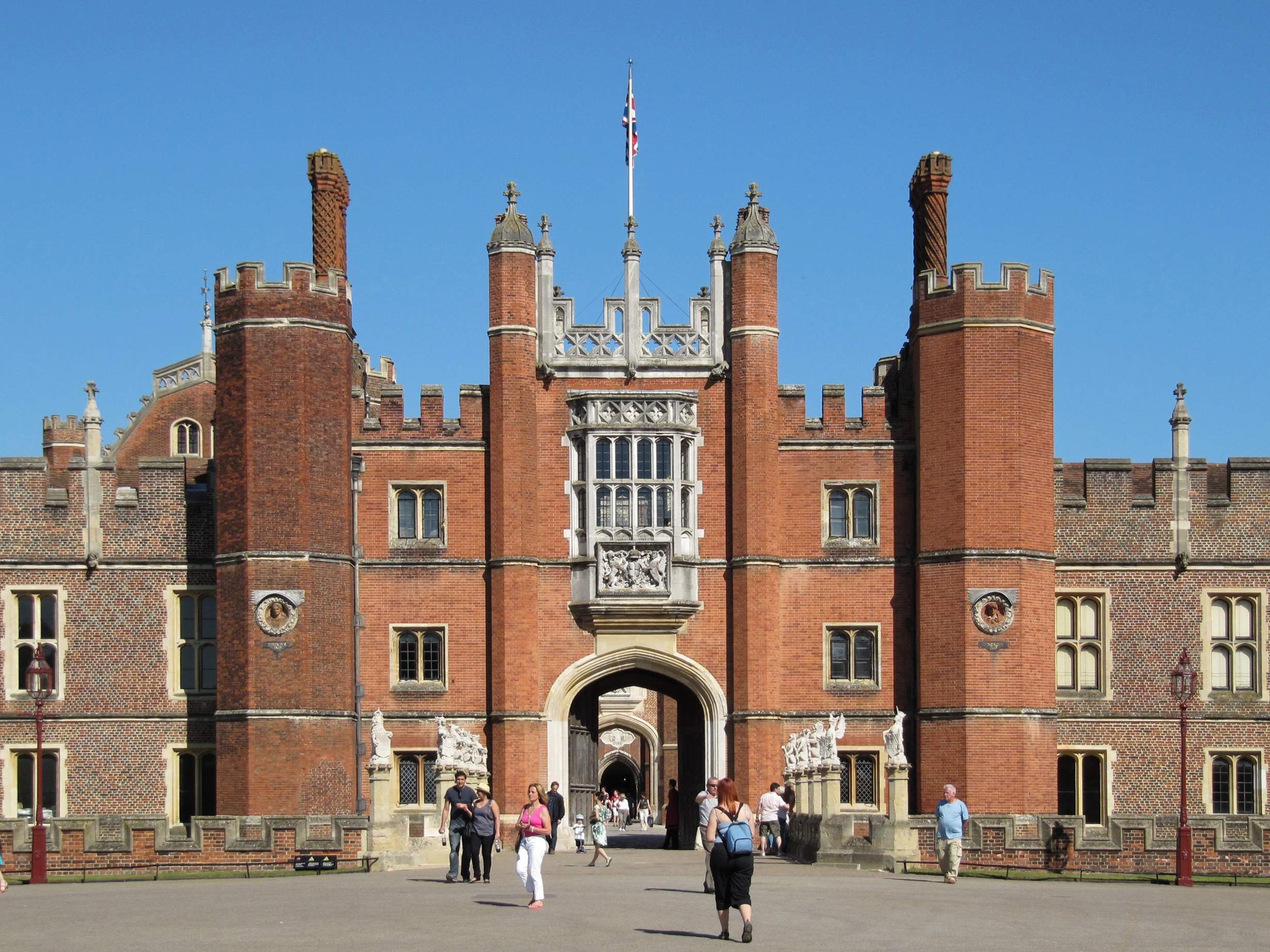
Hampton Court

O Hampton Court é um antigo Palácio Real situada no Borough londrino de Richmond upon Thames, no Sudoeste da capital britânica.
O palácio está localizado 11,7 milhas a Sul de Charing Cross e a montante do centro Londres pelo Rio Tâmisa. está aberto ao público como uma importante atracção turística. O parque do palácio recebe anualmente dois festivais, o "Hampton Court Palace Festival" e o "Hampton Court Palace Flower Show".

## História
Tomás Wolsey, então Arcebispo de Iorque e Ministro-Chefe do Rei, tomou-o de renda em 1514 e reconstruiu o solar do século XIV aí existente nos sete anos seguintes, entre 1515 e 1521, formando o núcleo do actual palácio. Wolsey gastou abundantemente para construir o mais refinado palácio da Inglaterra em Hampton Court. No entanto, o Rei Henrique VIII, fervendo de inveja com tamanha magnificência, fez com que o Cardeal perdesse influência, confiscou-lhe o Hampton Court Palace e obrigou-o a aceitar em troca o Richmond Palace.

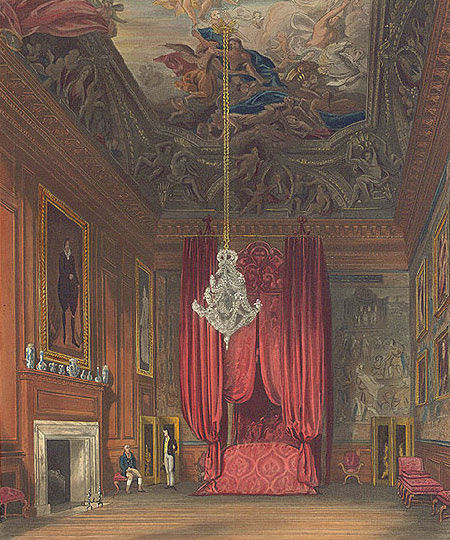
Quarto da Rainha Maria II, um dos quartos na secção desenhada por Sir Christopher Wren.

As secções de Hampton Court em Estilo Tudor, que mais tarde foram reparadas e reconstruídas por Henrique VIII, sugerem que Wolsey tencionava fazer um palácio cardinalício Renascentista ao estilo dos arquitectos italianos como il Filarete e Leonardo da Vinci: plano simétrico rectilíneo, grandes apartamentos em destaque num piso nobre, detalhes clássicos. Jonathan Foyle sugeriu que Wolsey se inspirou na obra De Cardinalatu de Paolo Cortese, um manual para cardeais que inclui conselhos em arquitectura palatina, publicado em 1510. Elementos planeados de estruturas há muito perdidas de Hampton Court parecem ter sido baseados nos programas geométricos da Renascença, uma influência Romana mais subtil que os famosos bustos em terracota dos Imperadores Romanos de Giovanni da Maiano que sobrevivem no grande pátio. Hampton Court permanece como o único dos 50 palácios que Henrique VIII construiu com o financiamento da "Reforma".
O palácio foi tomado pelo senhor de Wolsey, Henrique VIII, por volta do ano 1525, apesar de o cardeal continuar a viver lá até 1529. Henrique VIII acrescentou o Grande Hall, o qual foi o último grande hall medieval construído pela monarquia inglesa, e o Court de Ténis Real, não a presente versão do jogo.
Em 1604, o palácio foi o local de encontro do Rei Jaime I com os representantes dos Puritanos ingleses, conhecida como a Conferência de Hampton Court; embora não se tenha chegado a acordo, o encontro levou o Rei a comissionar a King James Version da Bíblia.

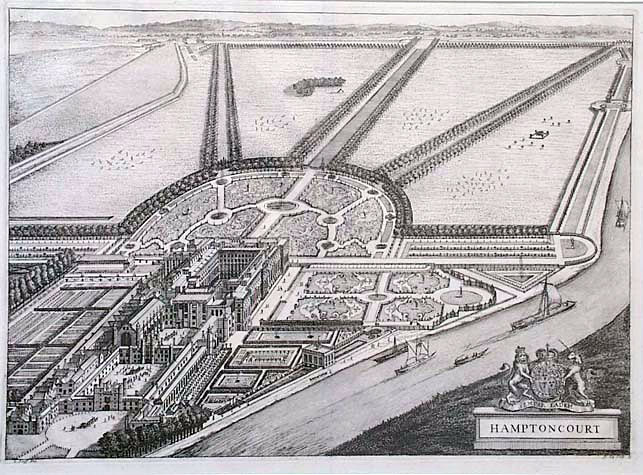
Hampton Court em 1708, numa vista aérea da Britannia Illustrata de Jan Kip e Leonard Knyff.

Durante o reinado de Guilherme III e Maria II, partes das adições de Henrique VIII foram demolidas, foi acrescentada uma nova ala (parcialmente sob a supervisão de Sir Christopher Wren), e os apartamentos de cerimónia tornaram-se de uso regular. Metade do palácio Tudor foi substituído num projecto que durou de 1689 a 1694. Depois de a Rainha morrer, Guilherme III perdeu o interesse na renovação, mas foi no parque de Hampton Court que caiu do seu cavalo em 1702, morrendo mais tarde, devido aos ferimentos, em Kensington Palace. Em reinados posteriores, as salas de cerimónia foram negligenciadas, mas no reinado de Jorge II e da sua Rainha, Carolina de Ansbach, tiveram lugar novas renovações, com arquitectos como William Kent encarregue de desenhar as novas decorações. O Apartamentos Privados da Rainha estão abertos ao público e incluem o seu quarto e a sua sala de banho.
Desde o reinado de Jorge II, em 1760, os monarcas tenderam a favorecer outros palácios londrinos, e Hampton Court deixou de ser uma residência real. Originalmente tinha apartamentos que acolhiam residentes em graça e favor — uma delas foi Olave Baden-Powell, esposa do fundador do Escotismo— mas poucos permanecem ocupados agora. Um dos zeladores do palácio no século XIX foi Samuel Parkes que recebeu a "Victoria Cross" no "Charge of the Light Brigade", em 1854.
Em 1796, começaram trabalhos de restauro no Grande Hall. Em 1838, a Rainha Vitória completou o restauro e abriu o palácio ao público. Um fogo importante nos Apartamentos do Rei, em 1986, levou a um novo programa de restauro que só ficou concluído em 1995.
Em fevereiro de 2016, foi celebrada no palácio a primeira missa católica dos últimos 450 anos. O cardeal Vincent Nichols, líder da igreja católica em Inglaterra e no País de Gales, celebrou a missa de vésperas com o bispo anglicano de Londres Richard Charters, num gesto simbólico de reconciliação. Pairando sobre a cerimónia estava um teto construído no reinado de Henrique VIII marcado 32 vezes com o lema real "Dieu et mon Droit" (Deus e o meu Direito), uma maneira de sublinhar a sua autoridade sobre a Igreja de Inglaterra.

## Fantasmas

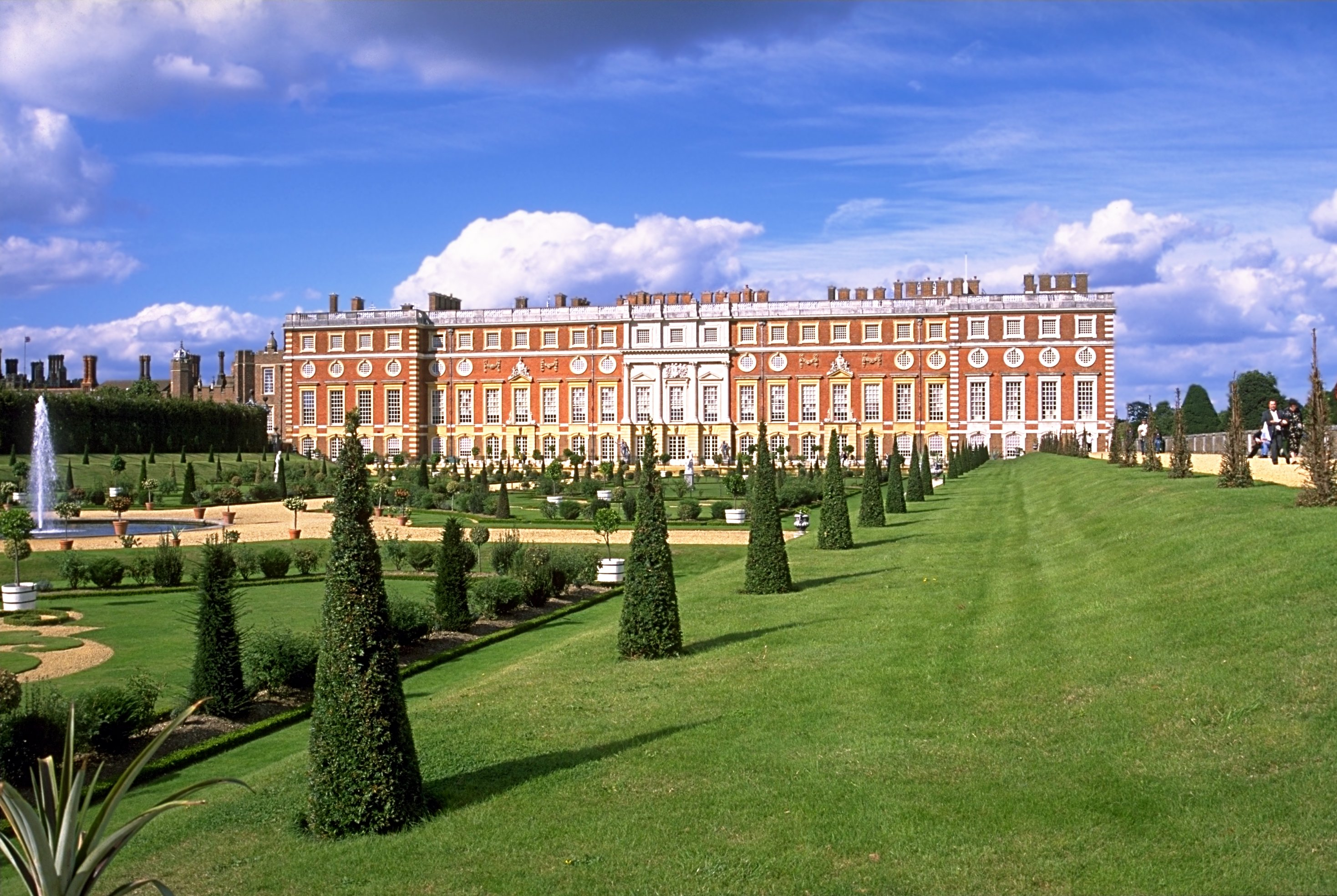
Fachada Sul, por Christopher Wren.

A rainha Joana Seymour deu à luz o Príncipe Eduardo, o futuro Rei Eduardo VI, em Hampton Court no ano de 1537. Ela morreu ali doze dias depois, e diz-se que o seu fantasma assombra a escadaria do palácio até aos dias de hoje. A rainha Catarina Howard foi aprisionada ali em 1542 e diz-se que terá corrido pela Galeria Longa gritando para o Rei Henrique VIII salvá-la, antes de os seus guardas a apanharem e a arrastarem para longe. Dizem que um fantasma assombra o palácio, gritando por vezes na mesma galeria. Outros dizem ver o próprio Henrique VIII e Ana Bolena.
Em Dezembro de 2003, tornou-se público que em Outubro desse mesmo ano uma câmara do circuito-fechado de Hampton Court havia gravado uma imagem indistinta de "uma figura misteriosa com um longo casaco a fechar a porta de incêndio." De acordo com uma reportagem, "o palácio… mantém que essa cena providencia evidências de que os fantasmas existem." Uma visitante feminina também escreveu no livro de visitas, que deve ter visto um fantasma naquela área durante esse período. "Também estamos confusos - isto não é uma brincadeira, não manipulámos isto," disse Vikki Wood, uma porta-voz de Hampton Court, quando lhe foi perguntado se a foto que o palácio apresentou era uma travessura de Natal. "Nós não sabemos, genuinamente, quem é ou o que isto é." Explicações para o fenómeno estenderam-se desde sugestões de investigadores em psicologia de que poderia ser um membro do público pensando que estava a ajudar fechando as portas, até outras sugestões de efeitos térmicos.

## O labirinto

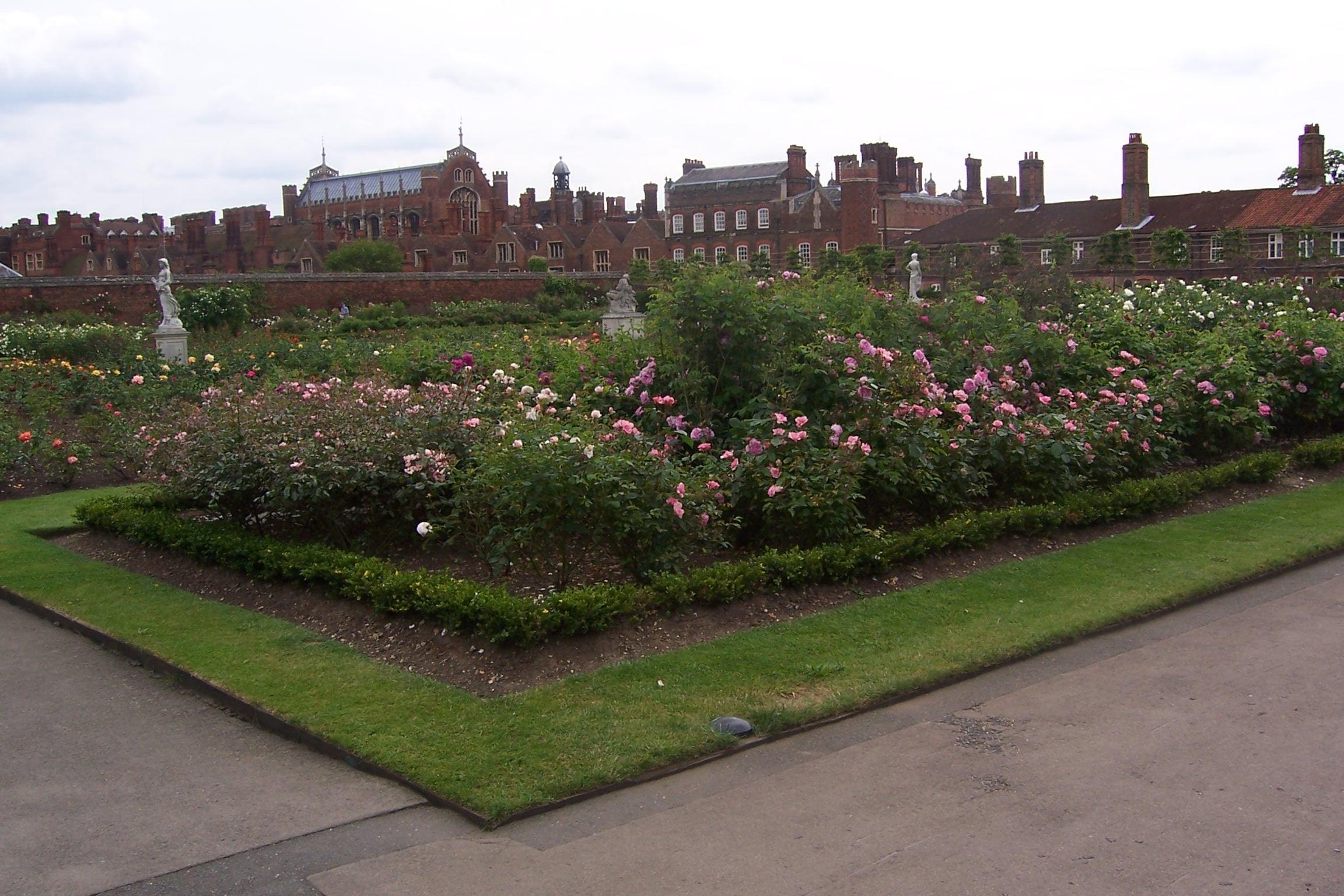
Os jardins de Hampton Court.

Hampton Court é o local onde está o mundialmente famoso Labirinto de Sebes de Hampton Court Palace. Plantado algures entre 1689 e 1695 pelos arquitectos paisagistas George London e Henry Wise para Guilherme III de Inglaterra, cobre um terço de um acre e contém meia milha de caminhos. É possível que o presente desenho substitua um labirinto anterior plantado para o cardeal Thomas Wolsey. Originalmente estava plantado em Carpinus, apesar de ter sido reparado com recurso a vários tipos de arbustos.

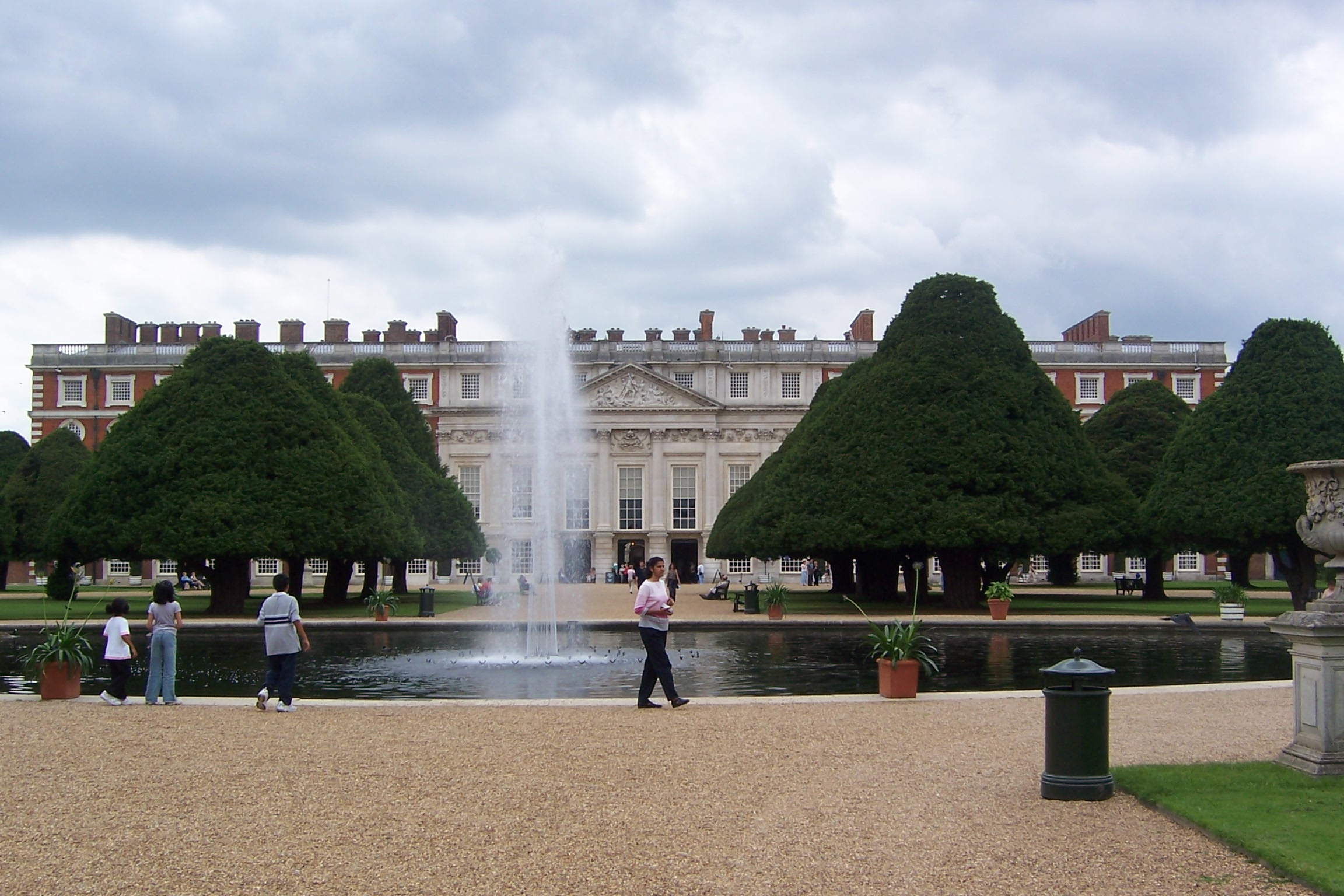
Fachada traseira de Hampton Court.

O labirinto fica situado dentro dos 60 acres (243.000m²) de jardins ribeirinhos. Tem sido descrito por muitos autores, incluindo Daniel Defoe e o humorista Jerome K. Jerome.
Jerome exagerou os perigos do labirinto. O labirinto tem relativamente poucos sítios onde bifurca e apenas num deles (ao tempo de Jerome) a escolha errada levava a um final sem saída no fundo de um curto corredor. Existem actualmente labirintos muito maiores e mais elaborados. Recentemente, três novos locais de bifurcação (não visíveis no plano exposto à entrada) vieram introduzir mais possibilidades de caminhar em nós fechados no interior do labirinto. O labirinto pode ainda, como Harris declarou, ser percorrido da entrada para o centro e de volta à entrada pelo método de manter sempre o contacto visual com a parede à direita. Este método guia o viajante para dentro (e depois para fora) por alguns corredores sem saída e por esse motivo não é o caminho mais curto.
Em 2006, o grupo de arte "Greyworld" foi comissionado para criar um trabalho artístico permanente para o labirinto. A sua instalação, um trabalho sonoro ligado por sensores ocultos embutidos nas paredes do labirinto, tem o título de Trace.
Hospedou uma das competições de ciclismo dos Jogos Olímpicos de Londres 2012.

## Ligações externas

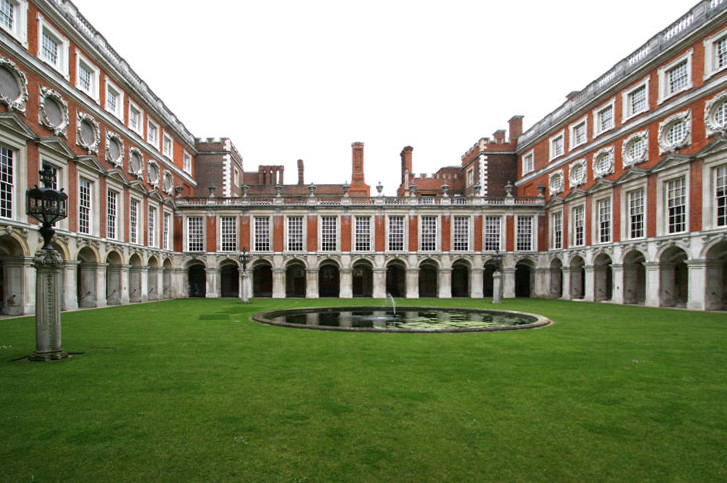
Vista do pátio da fonte, situado na secção setecentista do palácio.